# Шава (Дагестан)
Шава — село-эксклав Цумадинского района Дагестана. Административный центр Шавинского сельсовета.

## География
Расположено на территории Бабаюртовского района, к северо-востоку от районного центра Бабаюрт.
Ближайшие населённые пункты: на северо-западе — сёла Аркаскент и Закитли, на северо-востоке — село Кумулин, на юге — село Шугури, на востоке — сёла Инко и Забо, на западе — село Кутанаул.
Недалеко от села, на реке Терек, находится остров Шавинский.

## Население
| 1959  | 1989 | 2002 | 2003 | 2004 | 2007 | 2010  |
| ----- | ---- | ---- | ---- | ---- | ---- | ----- |
| 246   | ↗336 | ↗524 | ↘516 | ↗542 | ↘419 | ↗1252 |
| 2021  |      |      |      |      |      |       |
| ↗1445 |      |      |      |      |      |       |

## История
Село выросло на месте кумыкского хутора Шихмурзы Аджаматова. К началу века из-за частых подтоплений разливами рек Терек и Аксай хутор был заброшен. В 1950-е годы земли «в местности Шава» были отданы под зимние пастбища колхозов Цунтинского и Цумадинского районов, которыми был образован кутан Терек, позже переименованный в Шава.